# Caloplaca xantholyta
Caloplaca xantholyta är en lavart som först beskrevs av William Nylander och som fick sitt nu gällande namn av Antonio Jatta. 
Caloplaca xantholyta ingår i släktet orangelavar och familjen Teloschistaceae. Inga underarter finns listade i Catalogue of Life.